# Nemoura rugosa
Nemoura rugosa is een steenvlieg uit de familie beeksteenvliegen (Nemouridae). De wetenschappelijke naam van de soort is voor het eerst geldig gepubliceerd in 2010 door Zwick.